# ノーウェイ・アップ
『ノーウェイ・アップ』（原題：Throttle、別題： No way Up）は、2005年に製作されたアメリカのアクション映画。日本では劇場未公開だが、DVDソフトが販売されている（2007年6月時点）。

## キャスト
※括弧内は日本語吹替 
- グレイソン・マッコーチ：トム・ウェーバー（宮本充）
- エイドリアン・ポール：ギャヴィン（江原正士）
- エイミー・ロケイン：モリー・ウェーバー
- ダン・マンデル：エディ

## あらすじ
上司にそそのかされ、1000万ドルを横領するプログラムをインプットしてしまう証券担当者のトム・ウェーバー。夜もふけたころに地下5階の駐車場に降りてきたトムは、資料を見ているところに謎の赤い自動車に乗った男にじっと見つめられる。その直後トムに、一台の四駆が猛スピードで襲い掛かって来る。殺意をみなぎらせた黒い四駆に追われ、広大な地下駐車場を逃げ惑うトム。 果たして犯人は誰なのか？